# SsangYong
SsangYong Motor Company was een Koreaanse autoproducent en merk. Het genoot voornamelijk bekendheid als autofabrikant van 4WD-SUV's en terreinauto's.

## Geschiedenis van het merk
Het bedrijf werd opgericht in 1954 als Hadonghwan Motor Company en maakte jeeps voor de US Army. In 1963 werd deze firma samengevoegd met de pas in 1963 opgerichte Dongbang Motor Co., Ltd. onder de nieuwe naam Ha Dong-hwan Motor Co., Ltd. De export startte in 1966 met de "H7H R-66"-autobus.
In 1974 werd met Shinjin Motor de joint venture Shinjin Jeep Motor Co. opgericht. Vanaf 1976 bouwde Ha Dong-hwan een variëteit aan speciale voertuigen. Nadat de onderneming in 1977 omgedoopt werd in Dong-A Motor, nam men eind 1984 de concurrent Shinjin over, die zichzelf intussen in Geohwa Co.  omgenoemd had. Reeds in 1983 had men de modelnaam Korando van de jeeps van Shinjin overgenomen.
In november 1986 werd de onderneming opgenomen in de chaebol SsangYong Business Group. Na de overname van de Britse voertuigproducent Panther Westwinds werd de naam gewijzigd in SsangYong Motor. De naam SsangYong komt uit een Oosterse legende en betekent dubbele draak.
In 1991 kwam er een technologische samenwerking met Mercedes-Benz tot stand, die bestond uit verscheidene overeenkomsten en die in januari 1993 leidde tot een deelname van 5%. De overeenkomsten omvatten de ontwikkeling van een bestelwagen (februari 1991), benzinemotoren (oktober 1992), personenauto’s (februari 1993) en dieselmotoren (november 1993).
Vervolgens nam Daewoo Motors in 1997 een meerderheidsaandeel in de onderneming, waardoor de SsangYong-voertuigen, en daarmee ook de Mercedes-Benz-klonen als identieke modellen, onder de merknaam Daewoo (Badge-engineering) verkocht werden. Al in 2000 verkocht Daewoo SsangYong weer, omdat Daewoo in financiële problemen was gekomen. De Chinese autofabrikant Shanghai Automotive Industry Corporation (SAIC) nam eind oktober 2004 een aandelenbelang van 48,9% in SsangYong Motor.
Na een groot financieel verlies van 265 miljard won (ca. US$ 211 miljoen) in 2008 werd in januari 2009 een groot kostenbesparingsprogramma aangekondigd. Besloten werd een derde van het personeel, zo'n 2600 medewerkers, te ontslaan en de fabriek in Pyeongtaek te sluiten. Het personeel ging hiermee niet akkoord en bezette de fabriek. SsangYong was een kleine producent en door de financiële crisis waren de verkopen ingezakt. Verder verweet het personeel en de vakbonden dat SAIC te weinig had geïnvesteerd in nieuwe technologie.
In 2010 kocht het Indiase autobedrijf Mahindra & Mahindra (M&M) een meerderheidsbelang van 70% in SsangYong Motor voor US$ 377 miljoen. SsangYong stond vanaf begin 2009 in de verkoop. M&M had met de koop zijn positie op de internationale automarkten versterkt. SsangYong was toen de kleinste van de vijf Zuid-Koreaanse autofabrikanten en telde twee fabrieken en zo’n 4800 werknemers. M&M wilde met SsangYong ook een goede marktpositie verkrijgen op de Indiase markt met Sports utility vehicles, maar slaagde hierin onvoldoende.
In april 2020 kampte M&M met financiële tegenvallers en wilde de verliezen bij SsangYong niet meer aanvullen. Het slaagde er niet in een koper te vinden en in december 2020 ging SsangYong weer failliet. In januari 2022 stemde de rechtbank in Korea in met de verkoop van SsangYong voor zo'n US$ 255 miljoen. De koper was een consortium onder leiding van Edison Motors, een Koreaanse producent van elektrische bussen en vrachtwagens. Edison Motors kreeg echter de financiering niet rond en de zoektocht naar een koper begon opnieuw. In 2021 verkocht SsangYong 84.596 voertuigen, een daling van 21% versus 2020.
In augustus 2022 gaf de faillissementsrechtbank in Seoel toestemming aan het chemie- en staalbedrijf KG Group om een belang van 58,85% in SsangYong Motor te verwerven. KG Group betaalt 900 miljard won (ruim € 600 miljoen).
Vanaf halfweg 2023 wordt de naamsverandering van SsangYong naar KG Mobility stelselmatig ingezet. Uiteindelijk zullen de auto's onder de naam KGM op de markt worden gebracht.

## Modellen
| Productie                          | Type            | Opmerking | Afbeelding |
| SUV's                              | SUV's           | SUV's | SUV's      |
| ---------------------------------- | --------------- | --- | ---------- |
| vanaf 2022                         | Torres          | vanaf 2024 ook verkrijgbaar als 100% elektrische Torres EVX.                                                                                                  |            |
| 1996-2006 / 2010-2018 / vanaf 2019 | Korando         | vanaf 2019 : Korando C300. In 2023 ook verkrijgbaar als 100% elektrische Korando e-Motion.                                                                    |            |
| 2001-2017 / vanaf 2017             | Rexton          | verschillende facelifts 1e generatie, 2e generatie vanaf 2017                                                                                                 |            |
| vanaf 2016                         | XLV             | verlengde versie van de Tivoli, in Zuid-Korea gekend als Tivoli Air. In 2023 in sommige landen hernoemd tot Grand Tivoli.                                     |            |
| vanaf 2015                         | Tivoli          | |            |
| 2006-2016                          | Actyon          | opvolger van de Korando in 2006 |            |
| 2005-2015                          | Kyron           | opvolger van de Musso |            |
| 1993-2005                          | Musso           | |            |
| 1988-1995                          | Korando Family  | gebaseerd op Isuzu Trooper |            |
| Pick-up                            |                 | |            |
| vanaf 2018                         | Musso           | opvolger van de Actyon Sports; in Zuid Korea gekend als Rexton Sports. Vanaf 2023 ook een Grand Musso met een hoger toegelaten trekgewicht en laadvermogen. . |            |
| 2006-2018                          | Actyon Sports   | opvolger van de Musso Sports, ook gekend als Korando Sports vanaf 2012                                                                                        |            |
| 2003-2005                          | Musso Sports    | |            |
| Minivans                           |                 | |            |
| 2004-2019                          | Rodius / Stavic | in Zuid Korea gekend als Korando Turismo |            |
| 1995-2003                          | Istana          | gebaseerd op de Mercedes-Benz MB100 |            |
| Luxe-auto’s                        |                 | |            |
| 1997-2014 (H) / 2008-2017 (W)      | Chairman H / W  | gebaseerd op de Mercedes-Benz S-Klasse (W140) |            |
| Sportwagens                        |                 | |            |
| 1992                               | Kallista        | rebadge van de Panther Kallista, 78 geproduceerd onder de naam SsangYong                                                                                      |            |
| Vrachtauto’s                       |                 | |            |
|                                    | DA Truck        | gebaseerd op Nissan diesel truck |            |
| 1993-1998                          | SY 691          | gebaseerd op Mercedes-Benz truck |            |
| Bussen                             |                 | |            |
| 1994-2000                          | Transstar       | gebaseerd op de Mercedes-Benz O404 |            |

## Tijdlijn
| SsangYong modellen van 1980 tot heden | SsangYong modellen van 1980 tot heden | SsangYong modellen van 1980 tot heden | SsangYong modellen van 1980 tot heden | SsangYong modellen van 1980 tot heden | SsangYong modellen van 1980 tot heden | SsangYong modellen van 1980 tot heden | SsangYong modellen van 1980 tot heden | SsangYong modellen van 1980 tot heden | SsangYong modellen van 1980 tot heden | SsangYong modellen van 1980 tot heden | SsangYong modellen van 1980 tot heden | SsangYong modellen van 1980 tot heden | SsangYong modellen van 1980 tot heden | SsangYong modellen van 1980 tot heden | SsangYong modellen van 1980 tot heden | SsangYong modellen van 1980 tot heden | SsangYong modellen van 1980 tot heden | SsangYong modellen van 1980 tot heden | SsangYong modellen van 1980 tot heden | SsangYong modellen van 1980 tot heden | SsangYong modellen van 1980 tot heden | SsangYong modellen van 1980 tot heden | SsangYong modellen van 1980 tot heden | SsangYong modellen van 1980 tot heden | SsangYong modellen van 1980 tot heden | SsangYong modellen van 1980 tot heden | SsangYong modellen van 1980 tot heden | SsangYong modellen van 1980 tot heden | SsangYong modellen van 1980 tot heden | SsangYong modellen van 1980 tot heden | SsangYong modellen van 1980 tot heden | SsangYong modellen van 1980 tot heden | SsangYong modellen van 1980 tot heden | SsangYong modellen van 1980 tot heden | SsangYong modellen van 1980 tot heden | SsangYong modellen van 1980 tot heden | SsangYong modellen van 1980 tot heden | SsangYong modellen van 1980 tot heden | SsangYong modellen van 1980 tot heden | SsangYong modellen van 1980 tot heden | SsangYong modellen van 1980 tot heden | SsangYong modellen van 1980 tot heden | SsangYong modellen van 1980 tot heden | SsangYong modellen van 1980 tot heden | SsangYong modellen van 1980 tot heden | SsangYong modellen van 1980 tot heden |
| ------------------------------------- | ------------------------------------- | ------------------------------------- | ------------------------------------- | ------------------------------------- | ------------------------------------- | ------------------------------------- | ------------------------------------- | ------------------------------------- | ------------------------------------- | ------------------------------------- | ------------------------------------- | ------------------------------------- | ------------------------------------- | ------------------------------------- | ------------------------------------- | ------------------------------------- | ------------------------------------- | ------------------------------------- | ------------------------------------- | ------------------------------------- | ------------------------------------- | ------------------------------------- | ------------------------------------- | ------------------------------------- | ------------------------------------- | ------------------------------------- | ------------------------------------- | ------------------------------------- | ------------------------------------- | ------------------------------------- | ------------------------------------- | ------------------------------------- | ------------------------------------- | ------------------------------------- | ------------------------------------- | ------------------------------------- | ------------------------------------- | ------------------------------------- | ------------------------------------- | ------------------------------------- | ------------------------------------- | ------------------------------------- | ------------------------------------- | ------------------------------------- | ------------------------------------- | ------------------------------------- |
| Type                                  | 1980                                  | 1980                                  | 1980                                  | 1980                                  | 1980                                  | 1980                                  | 1980                                  | 1980                                  | 1980                                  | 1980                                  | 1990                                  | 1990                                  | 1990                                  | 1990                                  | 1990                                  | 1990                                  | 1990                                  | 1990                                  | 1990                                  | 1990                                  | 2000                                  | 2000                                  | 2000                                  | 2000                                  | 2000                                  | 2000                                  | 2000                                  | 2000                                  | 2000                                  | 2000                                  | 2010                                  | 2010                                  | 2010                                  | 2010                                  | 2010                                  | 2010                                  | 2010                                  | 2010                                  | 2010                                  | 2010                                  | 2020                                  | 2020                                  | 2020                                  | 2020                                  | 2020                                  | 2020                                  |
| Type                                  | 0                                     | 1                                     | 2                                     | 3                                     | 4                                     | 5                                     | 6                                     | 7                                     | 8                                     | 9                                     | 0                                     | 1                                     | 2                                     | 3                                     | 4                                     | 5                                     | 6                                     | 7                                     | 8                                     | 9                                     | 0                                     | 1                                     | 2                                     | 3                                     | 4                                     | 5                                     | 6                                     | 7                                     | 8                                     | 9                                     | 0                                     | 1                                     | 2                                     | 3                                     | 4                                     | 5                                     | 6                                     | 7                                     | 8                                     | 9                                     | 0                                     | 1                                     | 2                                     | 3                                     | 4                                     | 5                                     |
| Topklasse                             |                                       |                                       |                                       |                                       |                                       |                                       |                                       |                                       |                                       |                                       |                                       |                                       |                                       |                                       |                                       |                                       |                                       | Chairman H                            | Chairman H                            | Chairman H                            | Chairman H                            | Chairman H                            | Chairman H                            | Chairman H                            | Chairman H                            | Chairman H                            | Chairman H                            | Chairman H                            | Chairman H                            | Chairman H                            | Chairman H                            | Chairman H                            | Chairman H                            | Chairman H                            | Chairman H                            |                                       |                                       |                                       |                                       |                                       |                                       |                                       |                                       |                                       |                                       |                                       |
| Topklasse                             |                                       |                                       |                                       |                                       |                                       |                                       |                                       |                                       |                                       |                                       |                                       |                                       |                                       |                                       |                                       |                                       |                                       |                                       |                                       |                                       |                                       |                                       |                                       |                                       |                                       |                                       |                                       | Chairman W                            |                                       |                                       |                                       |                                       |                                       |                                       |                                       |                                       |                                       |                                       |                                       |                                       |                                       |                                       |                                       |                                       |                                       |                                       |
| Roadster                              |                                       |                                       |                                       |                                       |                                       |                                       |                                       |                                       |                                       |                                       |                                       |                                       | Kallista                              | Kallista                              |                                       |                                       |                                       |                                       |                                       |                                       |                                       |                                       |                                       |                                       |                                       |                                       |                                       |                                       |                                       |                                       |                                       |                                       |                                       |                                       |                                       |                                       |                                       |                                       |                                       |                                       |                                       |                                       |                                       |                                       |                                       |                                       |
| Mini SUV                              |                                       |                                       |                                       |                                       |                                       |                                       |                                       |                                       |                                       |                                       |                                       |                                       |                                       |                                       |                                       |                                       |                                       |                                       |                                       |                                       |                                       |                                       |                                       |                                       |                                       |                                       |                                       |                                       |                                       |                                       |                                       |                                       |                                       |                                       |                                       |                                       | Tivoli                                | Tivoli                                | Tivoli                                | Tivoli                                | Tivoli                                | Tivoli                                | Tivoli                                | Tivoli                                | Tivoli                                | Tivoli                                |
| Mini SUV                              |                                       |                                       |                                       | Korando I                             | Korando I                             | Korando I                             | Korando I                             | Korando I                             | Korando I                             | Korando I                             | Korando I                             | Korando I                             | Korando I                             | Korando I                             | Korando I                             | Korando I                             | Korando I                             | Korando II                            | Korando II                            | Korando II                            | Korando II                            | Korando II                            | Korando II                            | Korando II                            | Korando II                            | Korando II                            | Korando II                            |                                       |                                       |                                       |                                       |                                       |                                       |                                       |                                       |                                       | Tivoli XLV                            | Tivoli XLV                            | Tivoli XLV                            | Tivoli XLV                            | Tivoli XLV                            | Tivoli XLV                            | Tivoli XLV                            | Tivoli XLV                            | Tivoli XLV                            | Tivoli XLV                            |
| Compacte SUV                          |                                       |                                       |                                       |                                       |                                       |                                       |                                       |                                       |                                       |                                       |                                       |                                       |                                       |                                       |                                       |                                       |                                       |                                       |                                       |                                       |                                       |                                       |                                       |                                       |                                       |                                       | Actyon                                | Actyon                                | Actyon                                | Actyon                                | Korando III                           | Korando III                           | Korando III                           | Korando III                           | Korando III                           | Korando III                           | Korando III                           | Korando III                           | Korando III                           | Korando IV                            | Korando IV                            | Korando IV                            | Korando IV                            | Korando IV                            | Korando IV                            | Korando IV                            |
| SUV                                   |                                       |                                       |                                       |                                       |                                       |                                       |                                       |                                       | Korando Family                        | Korando Family                        | Korando Family                        | Korando Family                        | Korando Family                        | Musso                                 | Musso                                 | Musso                                 | Musso                                 | Musso                                 | Musso                                 | Musso                                 | Musso                                 | Musso                                 | Musso                                 | Musso                                 | Musso                                 | Kyron                                 | Kyron                                 | Kyron                                 | Kyron                                 | Kyron                                 | Kyron                                 | Kyron                                 | Kyron                                 | Kyron                                 | Kyron                                 |                                       |                                       |                                       |                                       |                                       |                                       |                                       | Torres                                | Torres                                | Torres                                | Torres                                |
| SUV                                   |                                       |                                       |                                       |                                       |                                       |                                       |                                       |                                       |                                       |                                       |                                       |                                       |                                       |                                       |                                       |                                       |                                       |                                       |                                       |                                       |                                       | Rexton I                              | Rexton I                              | Rexton I                              | Rexton I                              | Rexton I                              | Rexton I                              | Rexton I                              | Rexton I                              | Rexton I                              | Rexton I                              | Rexton I                              | Rexton II                             | Rexton II                             | Rexton II                             | Rexton II                             | Rexton II                             | Rexton III                            | Rexton III                            | Rexton III                            | Rexton III                            | Rexton III                            | Rexton III                            | Rexton III                            | Rexton III                            | Rexton III                            |
| MPV                                   |                                       |                                       |                                       |                                       |                                       |                                       |                                       |                                       |                                       |                                       |                                       |                                       |                                       |                                       |                                       |                                       |                                       |                                       |                                       |                                       |                                       |                                       |                                       |                                       | Rodius I                              | Rodius I                              | Rodius I                              | Rodius I                              | Rodius I                              | Rodius I                              | Rodius I                              | Rodius I                              | Rodius I                              | Rodius II                             | Rodius II                             | Rodius II                             | Rodius II                             | Rodius II                             | Rodius II                             | Rodius II                             |                                       |                                       |                                       |                                       |                                       |                                       |
| Pick-up                               |                                       |                                       |                                       |                                       |                                       |                                       |                                       |                                       |                                       |                                       |                                       |                                       |                                       |                                       |                                       |                                       |                                       |                                       |                                       |                                       |                                       |                                       | Musso Sports                          | Musso Sports                          | Musso Sports                          | Musso Sports                          | Actyon Sports                         | Actyon Sports                         | Actyon Sports                         | Actyon Sports                         | Actyon Sports                         | Actyon Sports                         | Actyon Sports                         | Actyon Sports                         | Actyon Sports                         | Actyon Sports                         | Actyon Sports                         | Actyon Sports                         | Musso                                 | Musso                                 | Musso                                 | Musso                                 | Musso                                 | Musso                                 | Musso                                 | Musso                                 |
| Minibus                               |                                       |                                       |                                       |                                       |                                       |                                       |                                       |                                       |                                       |                                       |                                       |                                       |                                       |                                       |                                       | Istana                                | Istana                                | Istana                                | Istana                                | Istana                                | Istana                                | Istana                                | Istana                                | Istana                                |                                       |                                       |                                       |                                       |                                       |                                       |                                       |                                       |                                       |                                       |                                       |                                       |                                       |                                       |                                       |                                       |                                       |                                       |                                       |                                       |                                       |                                       |
| Eigenaar                              | SsangYong                             | SsangYong                             | SsangYong                             | SsangYong                             | SsangYong                             | SsangYong                             | SsangYong                             | SsangYong Business Group              | SsangYong Business Group              | SsangYong Business Group              | SsangYong Business Group              | SsangYong Business Group              | SsangYong Business Group              | SsangYong Business Group              | SsangYong Business Group              | SsangYong Business Group              | SsangYong Business Group              | Daewoo Motors                         | Daewoo Motors                         | Daewoo Motors                         | Daewoo Motors                         | SsangYong                             | SsangYong                             | SsangYong                             | SAIC Motor                            | SAIC Motor                            | SAIC Motor                            | SAIC Motor                            | SAIC Motor                            | SAIC Motor                            | Mahindra Automotive                   | Mahindra Automotive                   | Mahindra Automotive                   | Mahindra Automotive                   | Mahindra Automotive                   | Mahindra Automotive                   | Mahindra Automotive                   | Mahindra Automotive                   | Mahindra Automotive                   | Mahindra Automotive                   | Mahindra Automotive                   | Mahindra Automotive                   | Mahindra Automotive                   | KG Group                              | KG Group                              | KG Group                              |

Daewoo · Hyundai · Kia · Proto · Renault Korea Motors · KG Mobility